# Amar Benikhlef
Amar Benikhlef, född den 11 januari 1982, är en algerisk judoutövare.
Han tog OS-silver i herrarnas mellanvikt i samband med de olympiska judotävlingarna 2008 i Peking.